# Ringer-Europameisterschaften 1975
Die Ringer-Europameisterschaften 1975 fanden im April und im Mai in beiden Stilarten in Ludwigshafen am Rhein statt.

## Griechisch-römisch

### Ergebnisse
| Klasse  | Gold                   | Silber              | Bronze                 |
| ------- | ---------------------- | ------------------- | ---------------------- |
| -48 kg  | Constantin Alexandru   | Alexei Schumakow    | Ferenc Seres           |
| -52 kg  | Rolf Krauß             | Waleri Arutjunow    | Bilal Tabur            |
| -57 kg  | Ivan Frgić             | Farhat Mustafin     | Bernd Drechsel         |
| -62 kg  | Kazimierz Lipień       | Anatoli Kawakajew   | Stojan Lasarow         |
| -68 kg  | Andrzej Supron         | Wiktor Kusmin       | Lars-Erik Skiöld       |
| -74 kg  | Jan Karlsson           | Klaus-Peter Göpfert | Vítězslav Mácha        |
| -82 kg  | Wladimir Tscheboksarow | Ion Enache          | André Bouchoule        |
| -90 kg  | Georgi Rajkow          | Wladimir Nechajew   | Dieter Heuer           |
| -100 kg | Nikolai Balboschin     | Fredi Albrecht      | József Farkas          |
| +100 kg | János Rovnyai          | Nikola Dinew        | Alexander Koltschinski |

### Medaillenspiegel (griechisch-römisch)
| Rang | Land                            | Gold | Silber | Bronze |
| ---- | ------------------------------- | ---- | ------ | ------ |
| 1    | Sowjetunion                     | 2    | 6      | 1      |
| 2    | Polen                           | 2    | 0      | 0      |
| 3    | Bulgarien                       | 1    | 1      | 1      |
| 4    | Rumänien                        | 1    | 1      | 0      |
| 5    | Ungarn                          | 1    | 0      | 2      |
|      |                                 |      |        |        |
| 7    | BR Deutschland                  | 1    | 0      | 0      |
|      | Jugoslawien                     | 1    | 0      | 0      |
| 9    | Deutsche Demokratische Republik | 0    | 2      | 2      |

## Freistil

### Ergebnisse
| Klasse  | Gold                | Silber           | Bronze               |
| ------- | ------------------- | ---------------- | -------------------- |
| -48 kg  | Hassan Issajew      | Jürgen Möbius    | Fedor Baumbach       |
| -52 kg  | Arsen Allachwerdiew | Ali Alan         | Władysław Stecyk     |
| -57 kg  | Wladimir Jumin      | Micho Dukow      | Zbigniew Żedzicki    |
| -62 kg  | Iwan Jankow         | Helmut Strumpf   | Sagalaw Abdulbekow   |
| -68 kg  | Ihaki Gaidarbekow   | Mehmet Sarı      | Gerhard Weisenberger |
| -74 kg  | Pawel Pinegin       | Dan Karabín      | Servet Aydemir       |
| -82 kg  | Ismail Abilow       | Vasile Iorga     | Günter Spindler      |
| -90 kg  | Horst Stottmeister  | Pawel Kurczewski | Pjotr Surikow        |
| -100 kg | Iwan Jarygin        | Harald Büttner   | Dimo Kostow          |
| +100 kg | Soslan Andiew       | József Balla     | Ladislau Șimon       |

### Medaillenspiegel (Freistil)
| Rang | Land                            | Gold | Silber | Bronze |
| ---- | ------------------------------- | ---- | ------ | ------ |
| 1    | Sowjetunion                     | 6    | 0      | 3      |
| 2    | Bulgarien                       | 3    | 1      | 1      |
| 3    | Deutsche Demokratische Republik | 1    | 3      | 1      |
| 4    | Türkei                          | 0    | 2      | 1      |
| 5    | Polen                           | 0    | 1      | 2      |
|      |                                 |      |        |        |
| 9    | BR Deutschland                  | 0    | 0      | 1      |